# Villers-Pol
Villers-Pol is een gemeente in het Franse Noorderdepartement (Frans: département du Nord) (regio Hauts-de-France). De plaats maakt deel uit van het arrondissement Avesnes-sur-Helpe. Villers-Pol telde op 1 januari 2022 1.230 inwoners.

## Geografie
De oppervlakte van Villers-Pol bedroeg op 1 januari 2022 12,17 vierkante kilometer; de bevolkingsdichtheid was toen 101,1 inwoners per km².

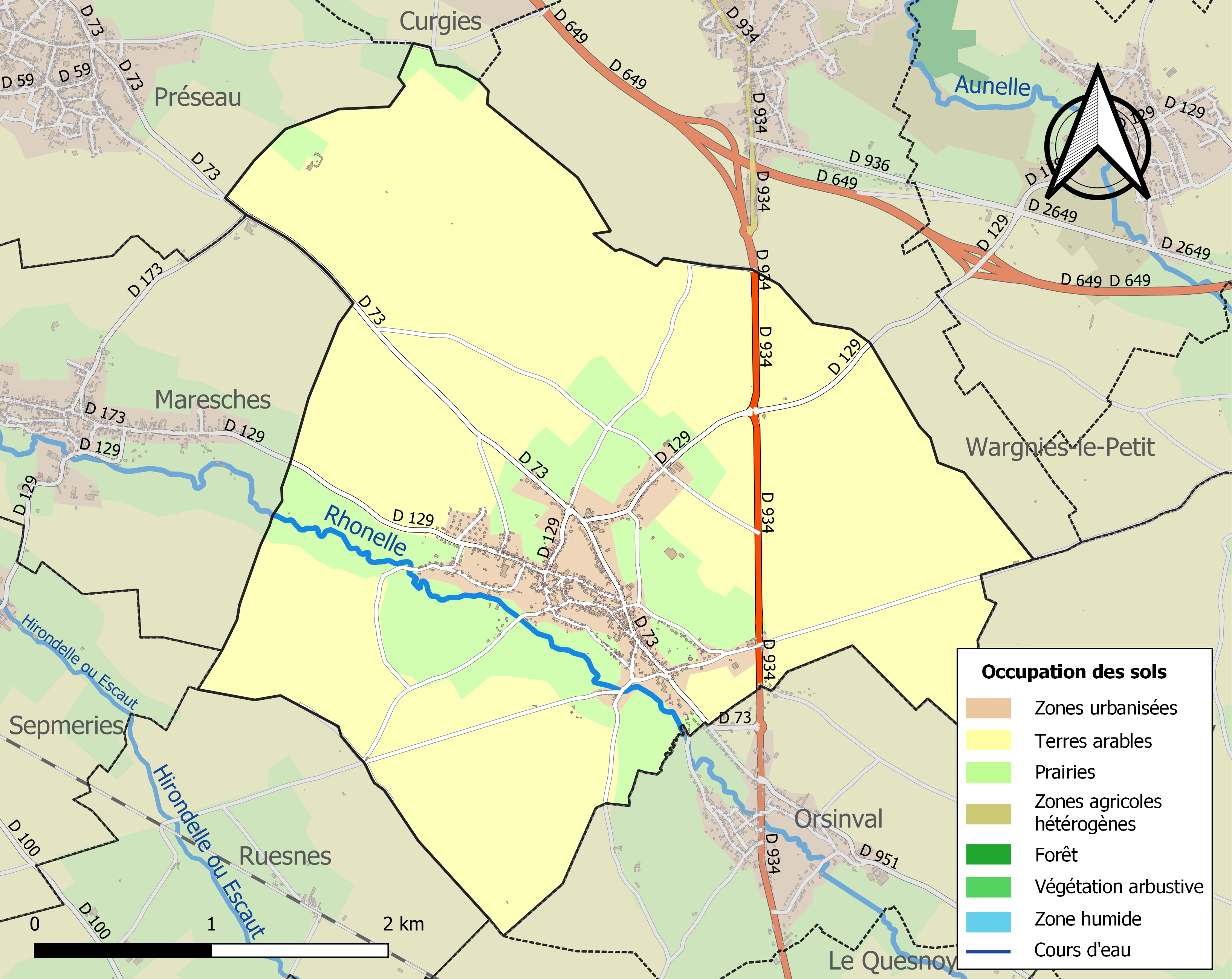
Kaart van de gemeente met belangrijkste infrastructuur, bodemgebruik en omliggende gemeenten

## Demografie
Onderstaande figuur toont het verloop van het inwonertal (bron: INSEE-tellingen).